# Polícia Civil do Estado de Alagoas
A Polícia Civil do Estado de Alagoas é uma das polícias de Alagoas, Brasil, órgão do sistema de segurança pública ao qual compete, nos termos do artigo 144, § 4º, da Constituição Federal e ressalvada competência específica da União, as funções de polícia judiciária e de apuração das infrações penais, exceto as de natureza militar.
Segundo o Estatuto da Polícia Civil - Lei nº 3.437, de 25 de junho de 1975 - a ela compete manter e assegurar a ordem pública, garantir os direitos individuais e coletivos, a execução das leis e o exercício dos Poderes constituídos, na esfera de suas atribuições.

## Histórico
A Polícia Civil do Estado de Alagoas, como todas as polícias civis brasileiras, tem a sua origem na Intendência Geral de Polícia da Corte e do Estado do Brasil, instituída em 10 de maio de 1808, na Cidade do Rio de Janeiro.
Durante o Governo Imperial, sendo o Brasil um estado unitário, a polícia era organizada em conformidade com o Código de Processo Criminal do Império e com os dispositivos do Regulamento nº 120, de 31 de janeiro de 1842. Os intendentes foram substituídos pelos Chefes de Polícia, nomeados pelos Presidentes das Províncias. Eram auxiliados pelos delegados e subdelegados nos respectivos distritos.
Nos primeiros anos da República, em 1912, surgiu a primeira disposição legal relacionada à Polícia Civil alagoana, quando o Governador Clodoaldo da Fonseca criou a Guarda Civil, destinada a execução do policiamento ostensivo uniformizado no Estado, nas mesmas modalidades da  Polícia Militar. 
Não havia a polícia de carreira e as funções policiais eram preenchidas por livre nomeação do governo.
Em 25 de junho de 1975, a Lei nº 3.437 instituiu os cargos efetivos da estrutura da Polícia Civil, na época subordinada à Secretaria de Segurança Pública.
A Lei nº 6.441 de 2003, criou a Direção Geral de Polícia Civil, concedendo-lhe autonomia administrativa e financeira, com status de secretaria de estado.
A partir de 2007, pela Lei Delegada nº 43, passou a denominar-se Delegacia Geral de Polícia Civil.

## Carreiras policiais
- Delegado de Polícia
- Agente de Polícia
- Escrivão de Polícia

## Organização policial

### Delegacia de polícia
A Polícia Civil do Estado de Alagoas, dirigida pelo Delegado Geral da Polícia Civil, desenvolve os serviços públicos da sua competência, basicamente, através das delegacias policiais. As delegacias distribuídas pelo território estadual, são, nas suas circunscrições, o centro das investigações e dos demais atos de polícia judiciária e pontos de atendimento e proteção à população. São 20 delegacias policiais na Capital e 93 no Interior do Estado.

### Investigação especializada
Em apoio as delegacias distritais, surgiram as delegacias especializadas decorrentes do desenvolvimento da atividade criminosa que também se especializou, organizou-se em quadrilhas e estendeu as suas ações por largas faixas territoriais. As principais delegacias especializadas reprimem o tráfico de entorpecentes, o roubo e furtos, inclusive de automóveis, as fraudes ou defraudações, sendo certa a inclusão das delegacias de homicídios dentre essas unidades pela importância do bem jurídico protegido que é a vida humana.
As delegacias especializadas da Polícia Civil de Alagoas são:
- Delegacia de Crimes Ambientais
- Delegacia de Crimes contra a Ordem Tributária e a Administração Pública
- Delegacia de Roubos e Furtos de Veículos e Cargas
- Delegacia de Homicídios
- Delegacia de Repressão ao Narcotráfico
- Delegacia de Acidentes e Delitos de Trânsito
- Delegacia Especial dos Crimes Contra Crianças e Adolescentes
- Delegacias Especiais de Defesa dos Direitos da Mulher
- Delegacia Especializada de Roubos da Capital

### Operações especiais
O TIGRE - Tático Integrado de Grupos de Resgates Especiais é o grupo de elite da Polícia Civil, formado por profissionais preparados para agir em situações de risco e destinado ao apoio operacional às demais unidades policiais durante diligências em áreas de criminalidade violenta ou prisões de perigosos marginais, e ainda, em casos de sequestros e outros eventos que ameassem a segurança pública.
O TIGRE integra a Divisão Especial de Investigação e Capturas (Deic) e conta com um efetivo de 36 policiais.

## Outras instituições
- Polícia Federal
- Polícia Rodoviária Federal
- Polícia Militar do Estado de Alagoas
- Guarda Municipal